# Contrôle juridictionnel

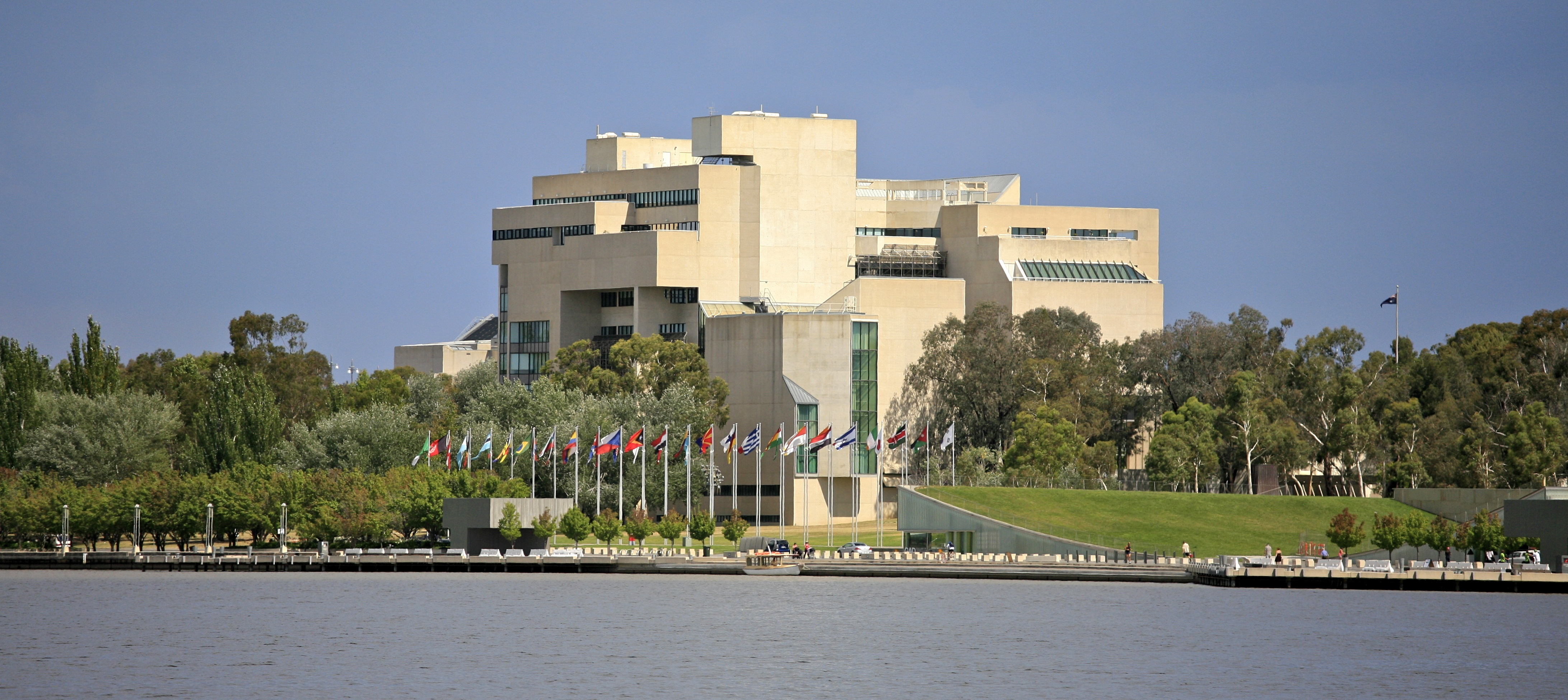
La Haute Cour d'Australie. En vertu de la Constitution australienne, le pouvoir judiciaire fait partie de la séparation des pouvoirs, les actions de l'exécutif ou du législatif étant soumises au contrôle du pouvoir judiciaire. Les lois, les actes et les actions gouvernementales qui sont incompatibles avec une autorité supérieure (par exemple la Constitution) peuvent être révisés et annulés.

Le contrôle juridictionnel est une forme de contrôle des décisions du gouvernement par les juges. Il peut prendre la forme d'un contrôle de constitutionnalité. 

## Droit comparé
L'avènement du droit souple pose des difficultés au contrôle juridictionnel.

## Droit par État

### Droit français
Le contrôle juridictionnel mais aussi simplement la forme d'un contrôle des décisions de l'exécutif, relève en France, de l'ordre administratif (la plus haute juridiction étant le Conseil d'État). 

### Droit britannique
Au Royaume-Uni, s'il n'y a pas de contrôle juridictionnel des lois (à part de rares exceptions), il y a un contrôle administratif comme en France. Trois principes gouvernent ce contrôle : la séparation des autorités administratives et judiciaire, l’indépendance du juge et enfin l’équité du procès.

### Droit québécois
En droit québécois, le Code de procédure civile du Québec utilise le terme « contrôle judiciaire » plutôt que contrôle juridictionnel. D'après les articles 34 et 529 C.P.C., la Cour supérieure du Québec exerce un contrôle de la légalité des décisions des tribunaux inférieurs, dont la Cour du Québec et les tribunaux administratifs. Elle a également un pouvoir de contrôle de la validité, de l'applicabilité et de l'opérabilité de la législation, ainsi qu'un pouvoir de contrôle de la légalité des actes administratifs